# Tadwīr
Tadwīr (arabisch تدوير) ist ein Terminus der Koranrezitation und bezeichnet eine mittelschnelle Lesung des Korans (zwischen Tartīl und Ḥadr). Diese Form des Lesens findet vor allem für Lehrzwecke Verwendung (auch unter dem Terminus al-muṣḥaf al-muʿallim, der lehrende Korantext bekannt), da die Schüler durch die langen Pausen zwischen den Versen die Gelegenheit haben, die eben gehörte Rezitation des Lehrers zu wiederholen.